# Elemmakil
Elemmakil je izmišljen lik iz Tolkienove mitologije, serije knjig o Srednjem svetu britanskega pisatelja J. R. R. Tolkiena.
Je noldorski vilin, poveljnik zunanje straže na Gondolinskem obzidju. Njegov nadrejeni je bil Ecthelion od Vodnjaka.